# 成庆龙
成庆龙（1898年3月29日—1932年9月16日）原名成元佐，曾用名成长奎，是一名民国时期在东三省活动的地方抗日游击武装领导人，曾任中国国民救国军第12路别动队总指挥，1932年因汉奸出卖遇害。成庆龙是最早一批在东北抗击日本入侵的军人，他阵亡的时间也较早。他活跃于战场的时期正好是东北义勇军活动蓬勃发展的时期。他的名字载于当年义勇军宣传部刊发的《国民救国军抗日血战史》上，当时的《大公报》和《京报》对其都有报道。中國國民救國軍第12路別動隊總指揮，在長春大荒地屯子被漢奸告密被害。

## 经历简介
成庆龙出生于山东省黄县沟西城家村（今山东省烟台市龙口市经济技术开发区庙张村）的一个农民家庭。他是父母的大儿子，家中还有3个弟弟和1个妹妹。成庆龙喜爱画画，年少时常帮邻居画年画。父亲很喜欢成庆龙，没有让他在家务农，希望他能成为一个有出息的人。1915年，刚中学毕业的成庆龙为了谋生，他前往东北打工，曾一个人冒着危险开枪赶走抢劫店铺的数名土匪并全身而退。他后又加入东北军，历任东北军驻绥芬河稽查处稽查员、直鲁联军迫击炮营长等职。离开部队后，他又以卖画为生。他为人豪爽，好打抱不平。
九·一八事变发生后，对国民政府“不抵抗政策”失望的成庆龙联系上一些当地朋友和部队战友，拼凑出一支抗日队伍。1932年，成庆龙任吉林国民救国军王德林部第十二路军总指挥，后又编为东北抗日救国军骑兵第四路军，成庆龙任司令。随后成庆龙招服了周边的法库、彰武、黑山、新民等县的民众首领和“大刀会”、“红枪会”等绿林匪盗，另有一些反日的老百姓也赶来参加。其队伍不断发展壮大，一直扩展到八个支队，骑兵两万余人。
当时他们的武器主要是一些劣质的枪枝和土枪、大刀、长矛等。当地民众所能提供的军需补给支援非常有限。为缓解补给紧张的问题，“东北民众抗日救国会”和“民众抗日后援会”在北平成立后，成庆龙和好友吴荫轩等人于1932年3～4月间骑马到北平向后援会会长朱庆澜将军和后援会领导梁德堂（梁元善）汇报了抗日的情况。成庆龙得到了他们的鼓励和支持，他的队伍也被编为吉林国民救国军王德林部第十二路军。在北平办完事后，成庆龙短暂地回家探望了家人。因为为抗日事业捐光了全部积蓄，成庆龙此次离家的路费都是找妹妹要的，而且拿走的是她一部分原用于结婚的钱。他启程时说：“此番为了抗日救国，有多大的艰苦和牺牲，也要做一番事业。”成庆龙回辽北后，联系上了东北国民救国军司令王德林，并被王德林委任为第十二路别动队总指挥，吴荫轩、赵显一为副指挥。他后相继担任第十二支队长、别动队第一大队长和东北抗日救国军骑兵第四路军司令。为克服武器劣势，他利用人数优势以众击寡，专门袭击小队日军。成庆龙带领的队伍主要活动在辽西北地区的法库、彰武、黑山、新民、通辽、保康一带。仅1932年8月，他的部队就频繁袭扰日军达15次，其中有的战斗毙敌上百，有的只毙敌几人。1932年9月12日的 《大公报》第3版，以《救国军成庆龙等抗日经过———一月大小十五战》为题，报道了成庆龙带领的游击队在2个月内击毙日军470余名，炸毁桥梁3座，破坏铁路百余里，击毁日军装甲车3辆，缴获步枪567枝、迫击炮17门、山炮2门、炮弹78颗、机关炮6架等战绩。东北义勇军名将高鹏振就曾在他手下担任骑兵支队司令。
1932年9月，成庆龙去吉林抗日义勇军司令部联系作战任务，在返回部队途中遭人告密，行至长春大荒地屯子时遭日军包围，突围未成。9月16日，成庆龙及随行人员全部丧命，成庆龙时年35岁。

## 家庭
因成庆龙离家后一年多没有音讯，他的二弟前去北平民众抗日后援会打听消息，这才得知他已阵亡，并获赠一本1933年印发的记载有其名字的《国民救国军抗日血战史》。成庆龙的妻子与其相差不到1岁，守了 50余年寡，死于1987年，时年91岁。在他妻子去世前2个月，他的烈士身份获得了中国政府承认。成庆龙有1个儿子，名叫成皓然（有的新闻报道是叫“成永曜”），曾任职于山东大学。成庆龙去世时，儿子成皓然才11岁。成皓然活到了90多岁，他有1个女儿名叫成军。2015年7月，成永曜曾重访祖籍庙张村，并为该村文化活动室捐资捐物。
他们家一直保存的《国民救国军抗日血战史》成为记载东北义勇军的重要史料，也是20世纪80年代证明成庆龙抗日烈士身份的关键证据。成庆龙的妻子为保护这本册子，曾将其埋在地下。文革期间，因成庆龙被污蔑为“反动军官”，他们家里被抄走许多东西，这本册子是成庆龙的妻子花了很大功夫才要回来的。2013年9月16日，成皓然将其捐给了中国人民抗日战争纪念馆。此外因为这本册子上也记载了众多其它抗日战争军官烈士的名字（尤以山东籍义勇军居多），成军希望此册子能够成为一份证据，以帮助更多的未能被政府承认的（包括非拥有共产党籍的）烈士后代成功追认为烈士后代。

## 纪念
1987年12月29日，山东省人民政府根据《中华人民共和国民政部（1985）优41号文件》规定，追认成庆龙为革命烈士，其家属从此享受烈属待遇。2015年8月24日，为纪念抗日战争暨世界反法西斯战争胜利70周年，中华人民共和国民政部公布第2批《600名著名抗日英烈和英雄群体名录》。